# لويس روزاس
لويس روزاس (بالإسبانية: Luis Rosas)‏ (3 أبريل 1985 في المكسيك - ) هو لاعب كرة قدم مكسيكي في مركز الوسط. لعب مع كلوب ليون ونادي أونيفرسيداد ناسيونال.

## وصلات خارجية
- لويس روزاس على موقع قاعدة بيانات كرة القدم.إي يو (الإنجليزية)